# Micrococca
Micrococca es un género de plantas con flores perteneciente a la familia Euphorbiaceae. Tiene 12 especies nativas de las regiones tropicales de África, Madagascar y Asia.

## Taxonomía
El género fue descrito por George Bentham y publicado en Niger Flora 503. 1849. La especie tipo es: Micrococca mercurialis (L.) Benth.

## Especies aceptadas
A continuación se brinda un listado de las especies del género Micrococca aceptadas hasta marzo de 2014, ordenadas alfabéticamente. Para cada una se indica el nombre binomial seguido del autor, abreviado según las convenciones y usos.
- Micrococca beddomei (Hook.f.) Prain
- Micrococca capensis (Baill.) Prain
- Micrococca holstii
- Micrococca humblotiana (Baill.) Prain
- Micrococca johorica
- Micrococca lancifolia
- Micrococca malaccensis
- Micrococca mercurialis
- Micrococca oligandra
- Micrococca scariosa
- Micrococca volkensii
- Micrococca wightii (Hook.f.) Prain